# Regeringen Jens Otto Krag II
Regeringen Jens Otto Krag II var Danmarks regering 26 september 1964 - 2 februari 1968 och bestod uteslutande av ministrar från Socialdemokraterne.
| Ämbete                                           | Minister | Minister              | Period                                |
| ------------------------------------------------ | -------- | --------------------- | ------------------------------------- |
| Statsminister                                    |          | Jens Otto Krag        | 26 september 1964 - 2 februari 1968   |
| Utrikesminister                                  |          | Per Hækkerup          | 26 september 1964 - 28 november 1966  |
| Utrikesminister                                  |          | Jens Otto Krag        | 28 november 1966 - 1 oktober 1967     |
| Utrikesminister                                  |          | Hans Tabor            | 1 oktober 1967 - 2 februari 1968      |
| Finansminister                                   |          | Poul Hansen           | 26 september 1964 - 24 augusti 1965   |
| Finansminister                                   |          | Henry Grünbaum        | 24 augusti 1965 - 2 februari 1968     |
| Ekonomiminister                                  |          | Poul Hansen           | 26 september 1964 - 8 oktober 1964    |
| Ekonomiminister                                  |          | Henry Grünbaum        | 8 oktober 1964 - 24 augusti 1965      |
| Ekonomiminister                                  |          | Ivar Nørgaard         | 24 augusti 1965 - 2 februari 1968     |
| Minister för nordiskt samarbete                  |          | Tyge Dahlgaard        | 21 september 1966 - 1 oktober 1967    |
| Minister för nordiskt samarbete                  |          | Ove Hansen            | 1 oktober 1967 - 2 februari 1968      |
| Försvarsminister                                 |          | Victor Gram           | 26 september 1964 - 2 februari 1968   |
| Undervisningsminister                            |          | K.B. Andersen         | 26 september 1964 - 2 februari 1968   |
| Justitieminister                                 |          | K. Axel Nielsen       | 26 september 1964 - 2 februari 1968   |
| Inrikesminister                                  |          | Hans Hækkerup         | 26 september 1964 - 2 februari 1968   |
| Jordbruksminister                                |          | Chr. Thomsen          | 26 september 1964 - 2 februari 1968   |
| Kyrkominister                                    |          | Bodil Koch            | 26 september 1964 - 28 november 1966  |
| Kyrkominister                                    |          | Orla Møller           | 28 november 1966 - 2 februari 1968    |
| Bostadsminister                                  |          | Kaj Andresen          | 26 september 1964 - 2 februari 1968   |
| Fiskeriminister                                  |          | Hans Larsen-Bjerre    | 26 september 1964 - 8 oktober 1964    |
| Fiskeriminister                                  |          | Jens Risgaard Knudsen | 8 oktober 1964 - 2 februari 1968      |
| Arbetsminister                                   |          | Erling Dinesen        | 26 september 1964 - 2 februari 1968   |
| Handelsminister                                  |          | Lars P. Jensen        | 26 september 1964 - 21 september 1966 |
| Handelsminister                                  |          | Tyge Dahlgaard        | 21 september 1966 - 1 oktober 1967    |
| Handelsminister                                  |          | Ove Hansen            | 1 oktober 1967 - 2 februari 1968      |
| Minister för Grönland                            |          | Carl P. Jensen        | 26 september 1964 - 2 februari 1968   |
| Minister för offentliga arbeten                  |          | Kai Lindberg          | 26 september 1964 - 28 november 1966  |
| Minister för offentliga arbeten                  |          | Svend Horn            | 28 november 1966 - 2 februari 1968    |
| Socialminister                                   |          | Kaj Bundvad           | 26 september 1964 - 2 februari 1968   |
| Kulturminister                                   |          | Hans Sølvhøj          | 26 september 1964 - 28 november 1966  |
| Kulturminister                                   |          | Bodil Koch            | 28 november 1966 - 2 februari 1968    |
| Minister för familjära angelägenheter            |          | Camma Larsen-Ledet    | 28 november 1966 - 2 februari 1968    |
| Minister för europeiska marknadsangelägenheter   |          | Ivar Nørgaard         | 1 oktober 1967 - 2 februari 1968      |
| Minister för utrikespolitiska frågor (FN & NATO) |          | Hans Sølvhøj          | 28 november 1966 - 30 september 1967  |